# Keiko Awaji
Pour les articles homonymes, voir Awaji (homonymie).
Keiko Awaji (淡路 恵子) est une actrice japonaise, née le 17 juillet 1933 à Tokyo et morte le 11 janvier 2014 dans la même ville.

## Biographie
Après l'abandon de ses études secondaires, elle intègre la troupe de danse Shochiku Kagekidan (SKD). Keiko Awaji débute sur les écrans en 1949, dans le film Chien enragé (Nora-inu) d'Akira Kurosawa. Elle est surtout connue pour son rôle dans le film de guerre Les Ponts du Toko-Ri (The Bridges at Toko-Ri) de Mark Robson.
Keiko Awaji épouse son second mari, l'acteur Kinnosuke Nakamura, en 1966. Elle interrompt sa carrière durant une vingtaine d'années. L'actrice effectue son retour dans la série de films C'est dur d'être un homme de Yōji Yamada.
Keiko Awaji a tourné dans 160 films entre 1949 et 2004.

## Filmographie partielle
- 1949 : Chien enragé (野良犬, Nora-inu?) d'Akira Kurosawa
- 1950 : Jogakusei-gun (小田基義?) de Motoyoshi Oda
- 1953 : Les Aventures de Natsuko (夏子の冒険, Natsuko no boken?) de Noboru Nakamura
- 1953 : Le Cœur sincère (まごころ, Magokoro?) de Masaki Kobayashi : Midori
- 1953 : Shin Tōkyō kōshinkyoku (新東京行進曲?) de Yūzō Kawashima
- 1953 : La Tragédie du Japon (日本の悲劇, Nihon no Higeki?) de Keisuke Kinoshita
- 1954 : Les Ponts de Toko-Ri (The Bridges at Toko-Ri) de Mark Robson
- 1957 : La Rivière noire (黒い河, Kuroi Kawa?) de Masaki Kobayashi
- 1960 : Quand une femme monte l'escalier (女が階段を上る時, Onna ga kaidan wo agaru toki?) de Mikio Naruse
- 1960 : Filles, épouses et une mère (娘・妻・母, Musume tsuma haha?) de Mikio Naruse
- 1960 : Histoire singulière à l'est du fleuve (濹東綺譚, Bokutō kitan?) de Shirō Toyoda
- 1961 : Comme épouse et comme femme (妻として女として, Tsuma to shite onna to shite?) de Mikio Naruse
- 1962 : La Place de la femme (女の座, Onna no za?) de Mikio Naruse : Michiko Hashimoto
- 1963 : L'Histoire de la femme (女の歴史, Onna no rekishi?) de Mikio Naruse : Tamae Misawa
- 1965 : Fantômes japonais (四谷怪談, Yotsuya Kaidan?) de Shirō Toyoda
- 1965 : Le Soldat yakuza (兵隊やくざ, Heitai yakuza?) de Yasuzō Masumura
- 1966 : Samouraï sans honneur (丹下左膳: 飛燕居合斬り, Tange Sazen: Hien iaigiri?) de Hideo Gosha
- 1986 : Keshin (化身?) de Yōichi Higashi
- 1987 : C'est dur d'être un homme : En route pour Hokkaidō ! (男はつらいよ 知床慕情, Otoko wa tsurai yo: Shiretoko bojō?) de Yōji Yamada
- 1988 : Espoir et Douleur (ダウンタウン・ヒーローズ, Dauntaun Hiirōzu?) de Yōji Yamada
- 1989 : C'est dur d'être un homme : Détour par Vienne (男はつらいよ 寅次郎心の旅路, Otoko wa tsurai yo: Torajirō kokoro no tabiji?) de Yōji Yamada
- 2001 : Inugami (狗神?) de Masato Harada

## Distinctions
- 2005 : Prix Kinuyo Tanaka[3]